# Civilisation
Pour les articles homonymes, voir Civilisation (homonymie).

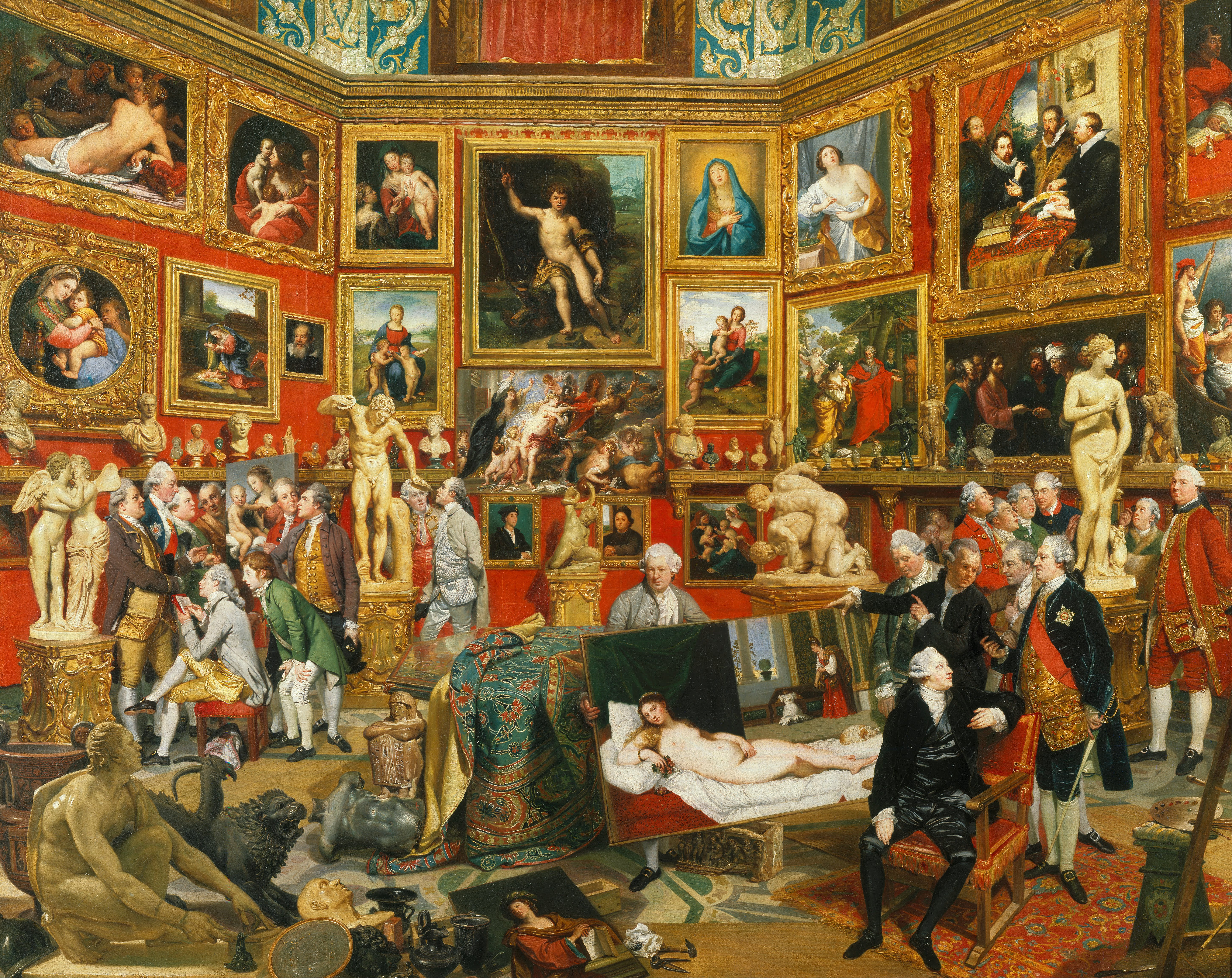
Le terme « la civilisation », au singulier, apparait au siècle des Lumières en opposition à « la barbarie ». Les premiers musées qui naissent alors permettent des comparaisons entre « les civilisations ». Johan Zoffany, 1772-1778, La Tribune des Offices, 1,23 x 1,55 m.

Le terme civilisation — dérivé indirectement du latin civis — a été utilisé de différentes manières au cours de l'histoire.
Dans l'acception historique et sociologique actuelle, la civilisation est l'ensemble des traits qui caractérisent l'état d'une société donnée, du point de vue technique, intellectuel, politique et moral, sans porter de jugement de valeur. On peut alors parler de civilisations au pluriel et même de « civilisations primitives », au sens chronologique, sans connotation péjorative.
Comme les mots culture, religion et société, le mot civilisation a acquis un poids politique et idéologique déterminant, au point de devenir un concept clé ou un « maître-mot » pour penser le monde et l'histoire à l'époque des Lumières. Le premier à avoir employé le mot civilisation dans l'acception actuelle est Victor Riqueti de Mirabeau, le père de Mirabeau le révolutionnaire. En 1756, dans L'Ami des Hommes ou Traité de la population, il écrit : « La religion est sans contredit le premier et le plus utile frein de l'humanité : c'est le premier ressort de la civilisation. » De façon similaire, en 1795, dans Esquisse d’un tableau historique des progrès de l’esprit humain de Condorcet, l'idée de civilisation désigne les progrès accomplis par l'humanité dans une nation donnée lorsqu'il fut possible de passer de l'état de barbarie à celui de civilisé.
Au XIXe siècle la civilisation, alors envisagée comme un idéal à atteindre et comme un processus de transformation de la société vers cet idéal, fut la principale légitimation donnée à la colonisation impérialiste,. Il s'agissait de « civiliser » les peuples du monde dans une vision hiérarchique et évolutionniste de la civilisation. Ainsi, la supériorité technique et militaire des pays colonisateurs servit de preuve de la supériorité d'une civilisation dite « occidentale », sur les autres civilisations considérées comme primitives ou barbares.
Aujourd'hui les conceptions de la civilisation sont plus égalitaires et débarrassées des conceptions racialistes qui entretenaient une hiérarchisation des civilisations et leur confusion avec les aires religieuses, de sorte que le terme désigne davantage un état de fait historique et social qu'un processus de transformation, d'évolution et de maturation des sociétés. L'idée a cessé de fonctionner en opposition avec celles de barbarie ou de sauvagerie, tandis qu'est affirmé le principe du « droit des peuples à disposer d'eux-mêmes » avec la décolonisation progressive du monde. En outre, la diffusion des méthodes scientifiques à travers le monde permet aux peuples anciennement colonisés de se réapproprier progressivement leurs histoires et leurs cultures respectives, favorisant ainsi le dialogue entre « civilisations » et leur étude réciproque grâce à cette base méthodologique commune.
Pour pouvoir définir des civilisations qui n'ont ni structure précise ni représentation institutionnelle, il faut sélectionner les faits que l'on juge appropriés. Ainsi, on se fonde sur des faits linguistiques, éthiques, géographiques, culturels, religieux, historiques ou politiques. Mais les concepts de religion ou de culture, sont eux-mêmes discutés, ainsi que leur pertinence pour caractériser l'état d'une civilisation. La notion de civilisation, au singulier ou au pluriel, reste donc encore confuse et difficile à définir. Ainsi, pour Bertrand Binoche, « Après avoir prédit le triomphe de la civilisation, on peut bien annoncer le choc des civilisations, mais cela ne contribue pas à y voir plus clair ».

## Usages du terme
Après avoir été largement employé depuis la fin du XVIIIe siècle au singulier, en l'opposant à la « barbarie », le terme est mis ensuite au pluriel, en particulier par les sciences sociales au XXe siècle. Cela fait suite à un débat organisé en 1929, s'appuyant sur des articles de Lucien Febvre et Marcel Mauss. En 2008, la Revue de synthèse, est revenue sur la réapparition dans l'actualité de ce mot au cours des années 1990. En 2003, la revue Sciences Humaines s'est aussi interrogée sur ce retour à la mode du terme « civilisation ».
Si les ethnologues et anthropologues ont préféré le terme de « culture », les historiens, les archéologues, et parfois les sociologues ont largement utilisé le mot « civilisation ». Les politologues, et particulièrement Samuel Huntington dans Le Choc des civilisations (1996), en ont fait usage. Certains historiens et géographes tels que Pierre Gourou et Fernand Braudel en ont fait une notion centrale de leurs approches. Le concept braudélien de civilisation (« civilisation matérielle ») est défini de la manière suivante : c'est d'abord un espace, une aire culturelle à laquelle sont rattachés des biens (matériels ou non, ce qui peut englober la forme des maisons, les traditions culinaires, la manière de vivre, etc., biens ayant une cohérence entre eux. Si, en plus de cela, une permanence s'observe dans le temps, alors Braudel définit une civilisation. Cette vision est très proche de celle des archéologues actuels, qui définissent des « cultures » évoluant dans l'espace et dans le temps, à travers des outils comme les tableaux typo-chronologiques, présentant l'évolution des types (comme les divers types de vases) au cours d'une période de temps dans un espace donné.
Dans les années 2000-2010, le terme est employé en anthropologie et dans l'enseignement des langues. Mais « à cause sans doute de son caractère ambigu et peut-être de son appartenance à une géographie classique surannée. Ils lui préfèrent le mot de culture, promu surtout par les anthropologues anglo-saxons puis francophones, en grande partie synonyme [réf. nécessaire] de civilisation, mais plus neutre ». Cependant, le terme est encore d'usage courant sans que soit pour autant précisé son sens. Par exemple, lors d'une de ses conférences au Collège de France en 2015, Anne Cheng a ainsi fait allusion, sans s'y attarder, à la « civilisation chinoise » à propos du confucianisme. Tout en étant conscients de l'histoire de leur usage, les deux termes, « civilisation » et « culture », sont aussi employés par des scientifiques comme s'ils étaient plus ou moins équivalents,.

## Caractéristiques
Le terme de civilisation étant en lui-même difficile à définir précisément, définir ses caractéristiques est tout aussi problématique. Cependant, étant donné l'importance du terme et la nécessité pour les chercheurs d'évaluer sur une base commune les divers éléments sociologiques ou archéologiques, certaines caractéristiques ont été retenues pour caractériser, sous un angle restreint, une civilisation.

### Étape de développement technique ou politique
D'après l'archéologue Gordon Childe dans Urban Civilization, paru en 1950, les premières civilisations les plus connues ayant laissé de grands ensembles archéologiques sont Sumer, l’Égypte antique, la civilisation de la vallée de l'Indus et la civilisation chinoise. Les fonctions de ces ensembles archéologiques monumentaux les différencient des établissements précédents du Néolithique. La découverte puis la maîtrise de l'agriculture au sein de « civilisations agraires » ont ainsi entraîné une nouvelle organisation de l'espace et de l'activité humaine au sein de « civilisations urbaines ». Pour être qualifiée de civilisation, celle-ci doit regrouper la plupart des caractéristiques suivantes :
Cinq critères primaires (organisation) :
- la présence d'une ville (sédentarisation des populations) ;
- spécialisation du travail à temps plein ;
- concentration de surplus de production ;
- structure de classe (hiérarchie) ;
- organisation étatique (État).

Cinq critères secondaires (réalisations matérielles) :
- travaux publics monumentaux ;
- commerce à longue distance ;
- réalisations artistiques monumentales ;
- écriture (comptabilité, registre, etc.) ;
- connaissances scientifiques (arithmétique, géométrie, astronomie).

L'historien Arnold Joseph Toynbee, dans A Study of History parue entre 1934 et 1961, comptabilise vingt-et-une civilisations distinctes ; il conçoit la civilisation comme « un état de la société où une minorité de la population est libérée de tout travail, non seulement de la production de vivres, mais aussi de toutes les autres activités économiques… : [habitants des villes], soldats de métier, administrateurs et, peut-être, plus que tout, prêtres ».

### Normes de comportement

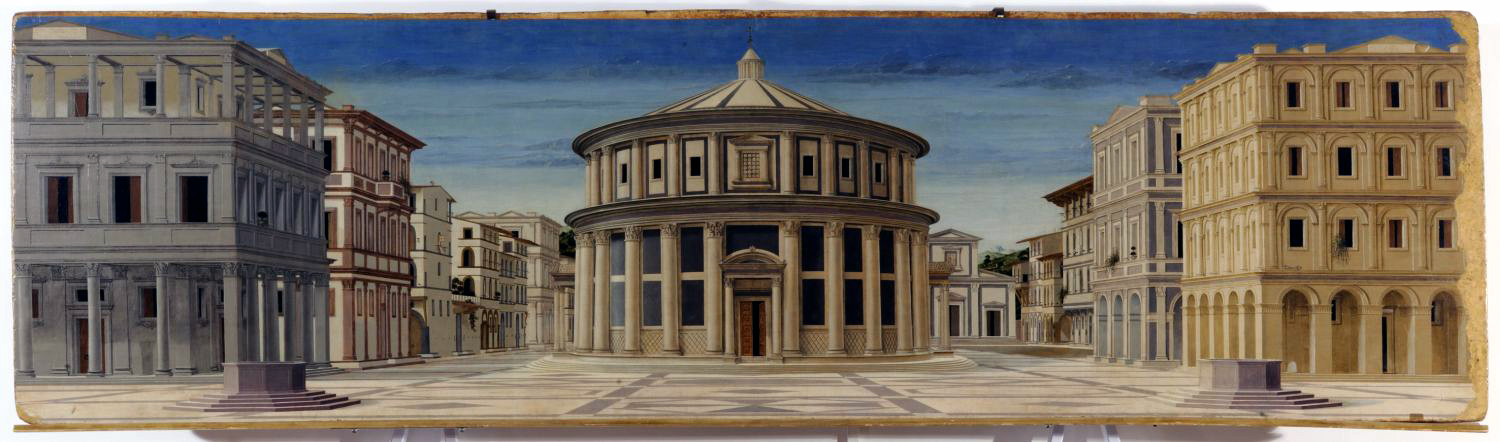
Civilisation et idéalisme : La Cité idéale (1475), attribuée successivement à Piero della Francesca, à Luciano Laurana et à Francesco di Giorgio Martini.

Les civilisations développent des normes de comportements en société, comme la chevalerie. Une société définit souvent son type d'homme idéal (l'« homme de bien » de Confucius, l'« honnête homme » du XVIIe siècle européen, le « gentleman » de l'Angleterre victorienne…).
Le comportement civilisé est celui qui permet aux hommes de vivre ensemble pacifiquement. Un mythe, rapporté par Platon dans Protagoras, distingue les apports de la technique de ceux de la civilisation. Prométhée a apporté aux hommes les arts et les sciences, mais les hommes ne parviennent pas à s'entendre et à profiter de ces présents, ils continuent à vivre comme des animaux. Zeus leur fournit alors la pudeur et la justice, c’est-à-dire la possibilité de prendre en compte les autres membres de la société et de régler les différends de manière pacifique et ordonnée. Les hommes peuvent alors construire la vie en cité. La civilisation apparait comme étant le moyen pour les hommes de s'élever au-dessus de la condition animale.
Jusqu'au XVIIIe siècle, l'idée de civilisation est exprimée par les mots « politesse » et « civilité ». Ces termes contiennent une connotation, justifiée ou non, de supériorité morale : de la classe noble sur les classes populaires, de l'Europe sur les « barbares ». Saint-Simon, en 1717, est fasciné par le mélange chez le tsar Pierre Ier, en visite à Paris, d'une « politesse » remarquable et de « cette ancienne barbarie de son pays qui rendait toutes ses manières promptes, même précipitées, ses volontés incertaines ». La civilisation s'observe non seulement dans la vie de la cité, mais aussi dans toutes les circonstances de la vie quotidienne : manières de table, contrôle de son corps en société… Norbert Elias a étudié ce « processus de la civilisation » ; selon lui, les classes les plus élevées de la société ont dû apprendre peu à peu à maîtriser leurs pulsions pour s'adapter à un monde dans lequel les contacts entre les individus sont de plus en plus importants, condition d'apparition de l'État moderne.
La civilisation suppose donc l'existence de lois et de règlements destinés à éviter que les gens ne deviennent violents. Nonobstant, les cultures civilisées possèdent des institutions autorisées à recourir à la violence, telles que la police et l'armée. Ce qui distingue le pays « civilisé », c'est plutôt la manière dont la violence est utilisée ; dans un État moderne, toute force armée doit relever de l'État, qui a le « monopole de la violence légitime » selon l'expression de Max Weber.
Le terme de « civilisation » apparaît au milieu du XVIIIe siècle, dans l'œuvre de Mirabeau père. Par la suite, la civilisation apparaît de plus en plus comme un processus à l'occasion duquel les sociétés passent d'un état « barbare » à un état civilisé, caractérisé par l'« adoucissement de ses mœurs » (Mirabeau). L'idée du mouvement vers la civilisation permet de penser que si la société européenne a atteint cet idéal, le reste du monde pourrait aussi en bénéficier. Tout au long du XIXe siècle, l'association entre progrès technique et progrès de la civilisation semble évidente ; dès lors, l'Europe, aidée par son avance technique et militaire, va se sentir investie d'une mission civilisatrice envers, notamment, l'Afrique, qu'elle réduit en esclavage, et certaines parties de l'Asie.
Des événements marquants pour les sociétés occidentales — prise de conscience de l'horreur de l'esclavage, nazisme de 1933 à 1945… —, mèneront à relativiser la notion de civilisation. On ne parle désormais plus d'un progrès unidirectionnel des sociétés, pas plus qu'on ne parle de « barbares » ou de « sauvages ». Le mot « civilisations » s'écrit au pluriel. Dans le même temps que les ethnologues et artistes occidentaux partent à la recherche de ce que ces autres cultures peuvent inspirer comme progrès à leur civilisation, ces autres civilisations effectuent de leur côté leurs choix dans ce qu'elles désirent prendre ou laisser dans la culture ou la technique occidentales : l'ayatollah Khomeini, qui rejette l'occidentalisation de l'Iran proposée par le Shah, n'en mène pas moins son action de communication grâce à des cassettes audio, produit de ce même Occident (il s'en expliquera à Oriana Fallaci). Gandhi refusa la colonisation et l'impérialisme de la Grande-Bretagne.

### Phénomène culturel

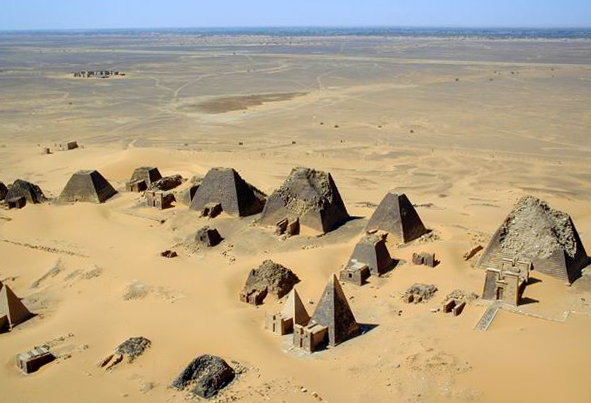
Les pyramides du royaume de Koush, situées à Méroé au Soudan actuel, entrent dans la classification de Toynbee (A Study of History, 1934-1961).

L'approche culturelle définit la civilisation comme une identité culturelle associée, pour chaque individu, à « la plus grande subdivision de l'humanité à laquelle il peut s’identifier ». Elle représente donc un groupe plus étendu que la famille, la tribu, la ville de résidence, la région ou encore la nation. Les civilisations sont souvent liées à la religion ou à d’autres systèmes de croyance.
À des fins de classification, l’historien Arnold Toynbee (1889-1975) en distingue vingt-six avec leurs montées et déclins. C’est aussi la thèse de Samuel Huntington pour qui les conflits globaux de l'époque contemporaine sont les témoins du déclin possible d'une civilisation. Le livre Effondrement (2005) de Jared Diamond (1937-) analyse comment, dans le passé, plusieurs civilisations (Île de Pâques, Mayas, Groenland…) ont elles-mêmes provoqué leur propre effondrement. Il place ensuite les causes identifiées en parallèle avec l'état actuel de la civilisation (par exemple au Montana) pour tenter de trouver des moyens d'action afin d'éviter de futurs effondrements. Le sous-titre de son livre l'annonce sans ambiguïté : Comment les sociétés décident de leur disparition ou de leur survie.
Le concept d’« empire » se superpose à celui de « civilisation ».

### Outil d’oppression
Sigmund Freud, dans Malaise dans la civilisation, établit un inventaire des frustrations apportées par la société moderne et examine en contrepartie le bilan des compensations qu'elle offre en matière de sécurité, de santé, de culture et d'art. Il y évoque le fait que l'accumulation de ces frustrations peut conduire parfois à des réactions violentes, l'instinct de mort. Ces points seront aussi relevés par Wilhelm Reich, Herbert Marcuse, etc.
Henri Laborit, dans L'Homme et la ville met en relief le fait que la ville fonctionne comme une machine servant à juxtaposer sans heurts de grandes inégalités qui ne seraient pas tolérées dans un autre contexte.
L'anthropologue Alain Testart critique la classification des sociétés fondée sur l'idée d'une complexification croissante. Cette idée a permis de distinguer les sociétés dites « complexes », néolithiques à hiérarchie sociale (« chefferies ») et civilisations antiques, très hiérarchisées, par opposition aux cultures des chasseurs-cueilleurs, qui de ce fait ne sont pas considérées comme relevant d'une quelconque « civilisation ». Il poursuit sa réflexion dans son étude de l'idée d'évolution des sociétés.

## Choc des civilisations
La thèse du « choc des civilisations » est aujourd'hui principalement liée au livre éponyme de Samuel Huntington publié en 1994 et aux débats que ce livre continue de susciter. Cependant l'expression avait été employée antérieurement, par Albert Camus puis Bernard Lewis.

### Albert Camus
Au cours de l'émission radiodiffusée du 1er juillet 1946, « Tribune de Paris », présentée par Paul Guimard, consacrée au « problème algérien », l'écrivain Albert Camus évoque un choc des civilisations par lequel il annonce la décolonisation, sans connotation religieuse : « le problème russo-américain, et là nous revenons à l’Algérie, va être dépassé lui-même avant très peu, cela ne sera pas un choc d’empires. Nous assistons au choc de civilisations et nous voyons dans le monde entier les civilisations colonisées surgir peu à peu et se dresser contre les civilisations colonisatrices. »

### Bernard Lewis
Bernard Lewis revendique avoir utilisé le terme dès 1957 ; il en a développé l'idée durant sa carrière. Pour lui, l'idée de choc des civilisations est construite sur une analyse des ressentiments entre un Occident de culture judéo-chrétienne et le monde musulman : « ces ressentiments actuels des peuples du Moyen-Orient se comprennent mieux lorsqu’on s’aperçoit qu’ils résultent, non pas d’un conflit entre des États ou des nations, mais du choc entre deux civilisations. Commencé avec le déferlement des Arabes musulmans vers l’ouest et leur conquête de la Syrie, de l’Afrique du Nord et de l’Espagne chrétiennes, le « grand débat », comme l’appelait Gibbon, entre l’islam et la chrétienté s’est poursuivi avec la contre-offensive chrétienne des croisades et son échec, puis avec la poussée des Turcs en Europe, leur farouche combat pour y rester et leur repli. Depuis un siècle et demi, le Moyen-Orient musulman subit la domination de l’Occident – domination politique, économique et culturelle, même dans les pays qui n’ont pas connu un régime colonial […]. Je me suis efforcé de hisser les conflits du Moyen-Orient, souvent tenus pour des querelles entre États, au niveau d’un choc des civilisations ». Néanmoins, il considère qu'en ce qui concerne l'Occident et l'islam, il faudrait aujourd'hui envisager un choc entre deux variantes d'une même civilisation, plutôt qu'un choc des civilisations.

### Samuel Huntington

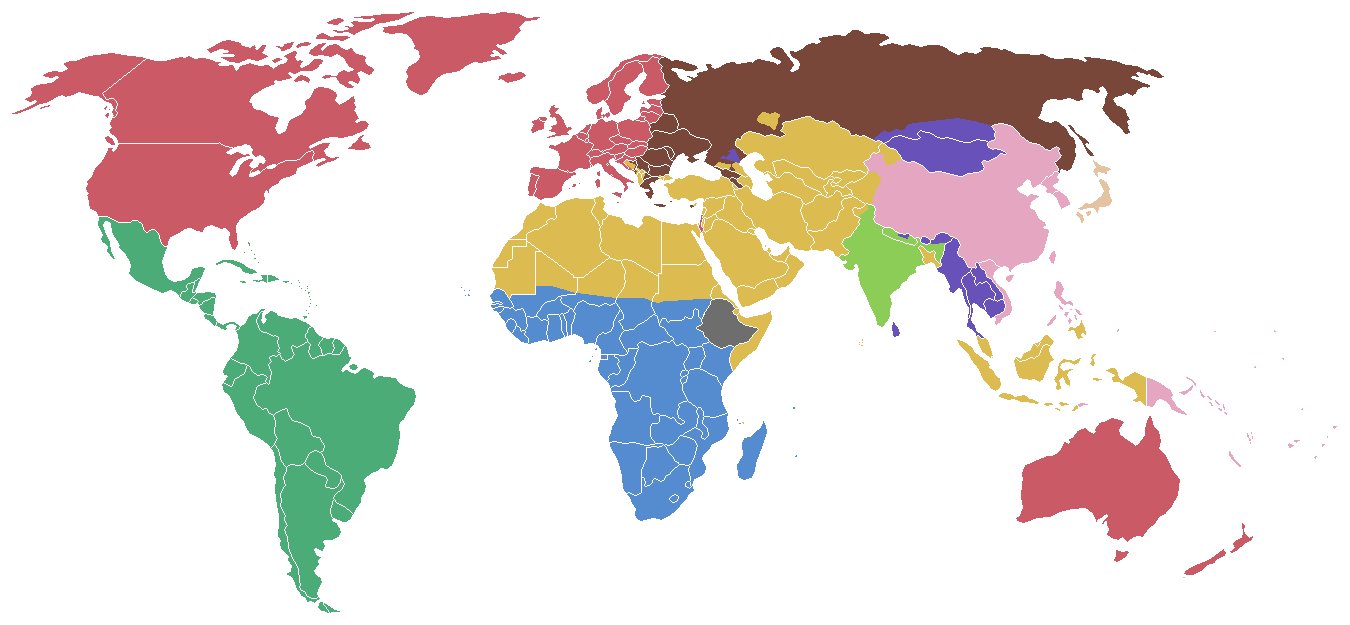
Civilisations dépeintes par Samuel P. Huntington dans Le Choc des civilisations.
Civilisation chrétienne occidentale
Civilisation orthodoxe
Civilisation d'Amérique latine
Civilisation islamique
Civilisation hindouiste
Civilisation chinoise
Civilisation africaine
Civilisation bouddhiste
Civilisation japonaise
Pays « isolés »

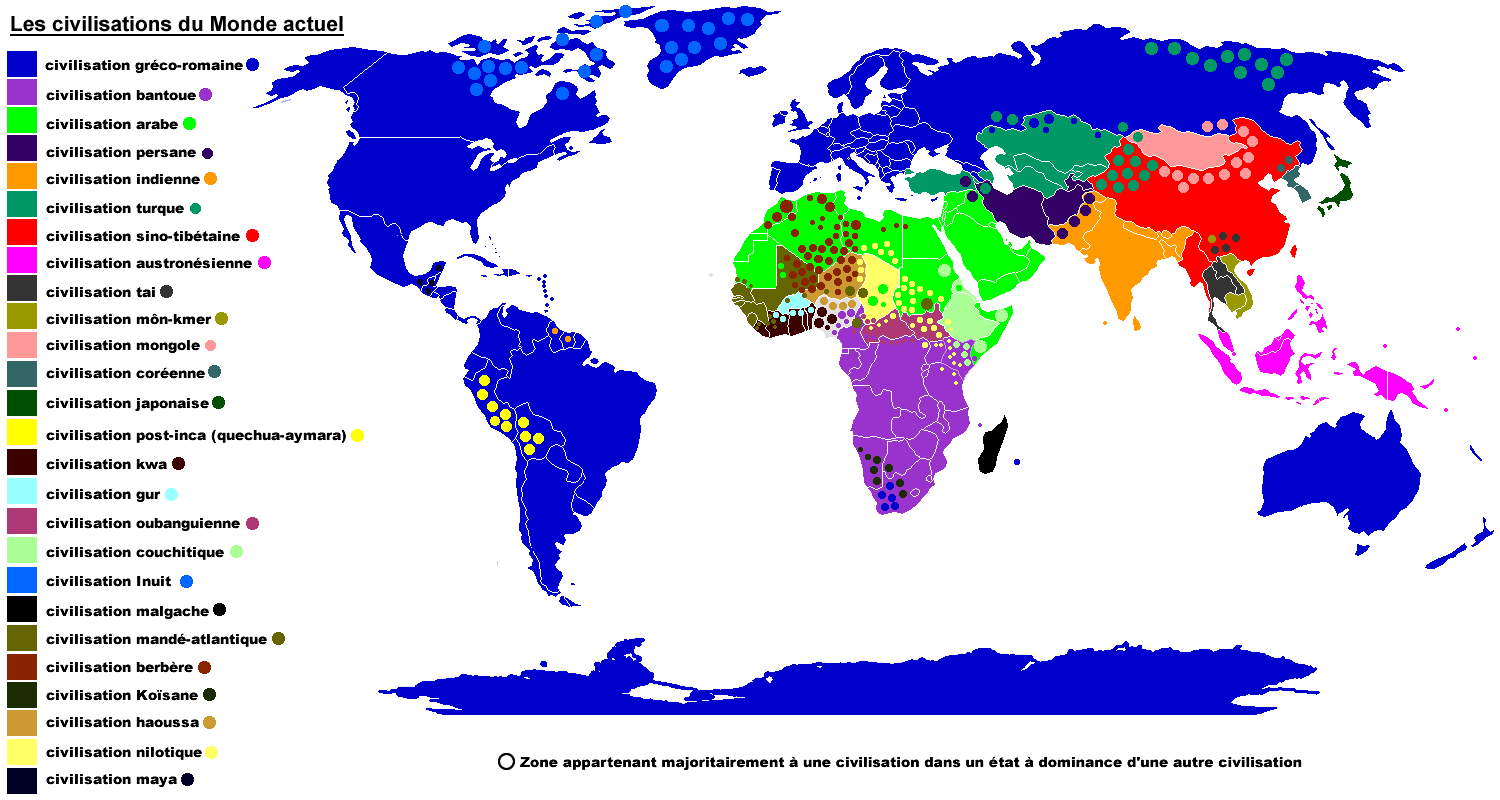

Samuel Huntington a donné une portée mondiale à l'idée de choc des civilisations en identifiant huit civilisations à l'échelle desquelles se jouerait désormais la guerre et la paix dans le monde. Avec Huntington, l'idée de choc des civilisations excède l'analyse du rapport entre christianisme et islam. Il envisage une certaine pluralité des civilisations qui se réfèrent au christianisme ou à l'islam ainsi que d'autres civilisations, telles que celles de l'Inde ou de la Chine, qui ne sont ni chrétiennes, ni musulmanes. Il considère néanmoins que ces civilisations sont toutes liées à des présupposés religieux irréductibles les uns aux autres. Les thèses de Huntington se présentent comme une analyse pessimiste de la situation du monde dans la mesure où, si son analyse est exacte, le choc annoncé est inévitable. Les attentats du 11 septembre 2001 ont relancé les débats sur cette thèse, Huntington ayant lui-même déclaré et regretté qu'ils donnent une certaine actualité à sa thèse.
| Civilisations     | Localisation                                                          |
| ----------------- | --------------------------------------------------------------------- |
| Occidentale       | États-Unis, Europe occidentale, Canada, Australie et Nouvelle-Zélande |
| Latino-américaine | Amérique latine                                                       |
| Orthodoxe         | Europe centrale et orientale                                          |
| Africaine         | Afrique subsaharienne                                                 |
| Islamique         | Afrique du Nord, Moyen-Orient, Asie centrale                          |
| Hindouiste        | Inde, Népal                                                           |
| Bouddhiste        | Birmanie, Thaïlande, Laos, Cambodge, Mongolie                         |
| Extrême-Orient    | Chine, Vietnam, Corée                                                 |

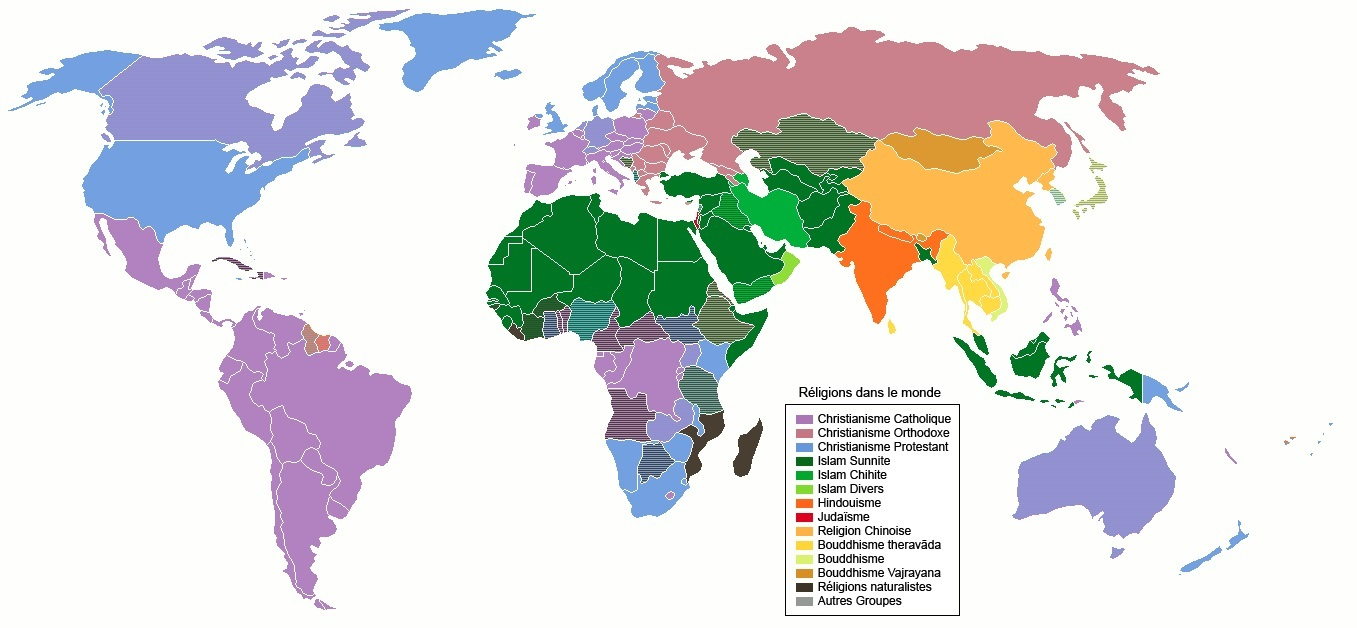
Carte des différentes religions dans le monde.
La classification de Samuel Huntington est fortement basée sur la religion.

Certaines régions ou pays sont classés à part :
- le Japon ;
- l'Éthiopie ;
- les Antilles de langues anglaises et françaises ;
- Israël.

### Le Rendez-vous des civilisations
Dans Le Rendez-vous des civilisations, Youssef Courbage et Emmanuel Todd estiment que l'affirmation religieuse dans les pays musulmans où la population et les États semblent faire bloc dans l'affirmation et la défense de l'islam ferait paradoxalement partie d'un processus de dé-islamisation. Ils considèrent que l'importance accordée à l'islam dans la vie publique de pays majoritairement musulmans ne signifie pas pour autant que ces sociétés retournent à l'ordre ancien de la tradition. Les crispations et résistances religieuses dans ces pays seraient moins des obstacles à la modernisation que les symptômes de son accélération. En somme, plus se fait sentir le besoin d'affirmer une identité ou des convictions religieuses, éventuellement de les défendre en pratiquant l'intimidation ou la coercition, plus on rend manifeste la faiblesse des convictions et plus on fragilise l'adhésion réelle des populations à celles-ci.
Souligner les convergences entre civilisations ne contredit pas totalement l'hypothèse d'un choc ou d'un affrontement entre elles. Dans un cas comme dans l'autre, les civilisations sont supposées se former les unes en rapport aux autres comme des entités équivalentes, ce qui explique aussi bien leurs ressemblances et leur convergences que leurs oppositions et leurs affrontements. Andrea Riccardi estime ainsi que l'on accorde une valeur indue aux blocs ou aux entités que seraient les civilisations. Il considère que la thèse du choc des civilisations laisse entendre que des valeurs universelles pourraient être considérées comme le propre de certaines civilisations et estime au contraire que la justice, la paix, le droit ou la légalité, n'ont pas à être rapportées à des entités particulières, celles que l'on appelle à tort ou à raison « les civilisations » pas plus que d'autres. Ce sont ces valeurs qu'il s'agirait de promouvoir sans se laisser arrêter par les sentiments d'étrangeté que les uns et les autres peuvent ressentir les uns envers les autres,.

### Culture de l'ennemi
Marc Crépon estime que la thèse du choc des civilisations est une imposture « dangereuse » qui globalise les peurs en permettant à chacun de se désigner des ennemis. Affirmer des civilisations, ce serait supposer des homogénéités ou des « puretés » qui n'existent pas, tout en niant ce qui communique et se transforme continuellement. Cela conduirait à enfermer l'humanité dans des sphères concurrentes et opposées au détriment de la construction de la paix fondée sur le droit.
Jean-Louis Margolin, qui déclare être « pleinement d'accord avec le caractère régressif théoriquement et nocif politiquement du livre d'Huntington », se dit néanmoins « convaincu qu'il y a une région du monde où les thèses d'Huntington forment le fond de la vision du monde de la quasi-unanimité : le monde musulman ». Huntington, en présentant de façon systématique cette vision du monde, en a aussi facilité la critique.